# MSC Divina
MSC Divina è una nave da crociera della compagnia MSC Crociere. Ha tre navi gemelle: MSC Fantasia, MSC Splendida e MSC Preziosa.

## Storia
Costruita nei cantieri navali STX France di Saint-Nazaire, è stata varata il 26 maggio 2012 a Marsiglia, con madrina Sophia Loren (alla quale è stata dedicata una suite: la numero 16.007).

## Incidenti
Il 23 ottobre 2019 un ragazzino di 12 anni tedesco morì d'infarto durante un viaggio Civitavecchia-Palermo-Cagliari-Palma di Maiorca a 70 km da Cagliari.

## Caratteristiche
La nave ha una stazza di 139.072 tonnellate, è lunga 333 metri, alta 66.8 metri, larga 37.92 metri. Può raggiungere una velocità massima di 23 nodi.
La dotazione della nave include:
- 18 ponti
- 1.751 cabine totali, che ospitano fino a 4.345 passeggeri;
- 27.000 metri quadrati di aree di svago e benessere;
- 4 piscine (una infinity pool);
- 8 ristoranti;  (un ristorante della catena EATALY);
- bar;
- campi sportivi;
- MSC Aurea SPA;
- Area di prima classe "MSC Yacht Club".
- teatro da 1.600 posti;
- casinò;
- bowling;
- servizi comuni (servizio cliente, ufficio escursioni, centro medico);
- Tutte le cabine sono dotate di:TV interattiva, mini bar, cassaforte, bagni con doccia o vasca.

## Galleria d'immagini

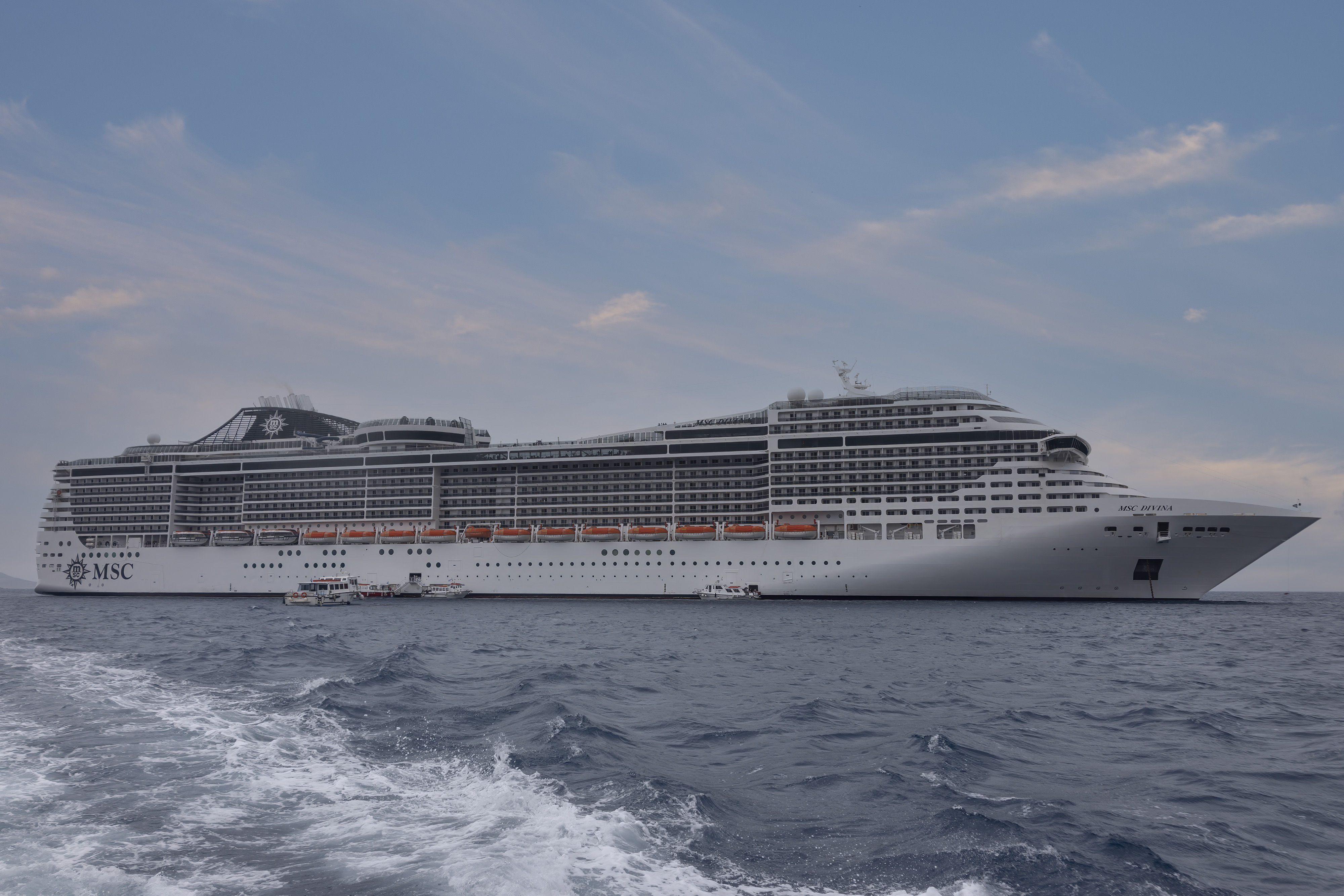

## Navi gemelle
- MSC Fantasia
- MSC Splendida
- MSC Preziosa